# Caditoia
La caditoia è un elemento del sistema di drenaggio urbano che serve ad intercettare le acque meteoriche (o di lavaggio delle strade) che scorrono in superficie e a convogliarle nella rete fognaria pluviale che scorre sotto al piano campagna.

## Collocazione

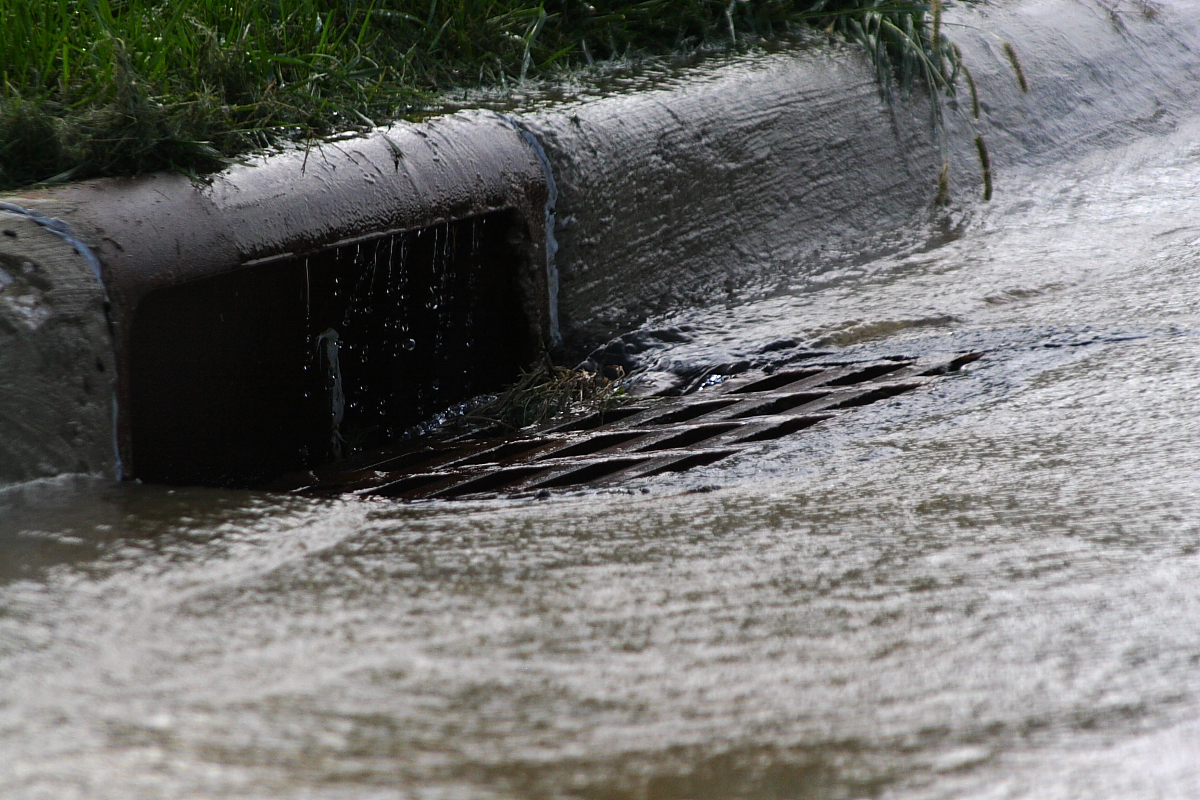
Caditoia a bocca di lupo

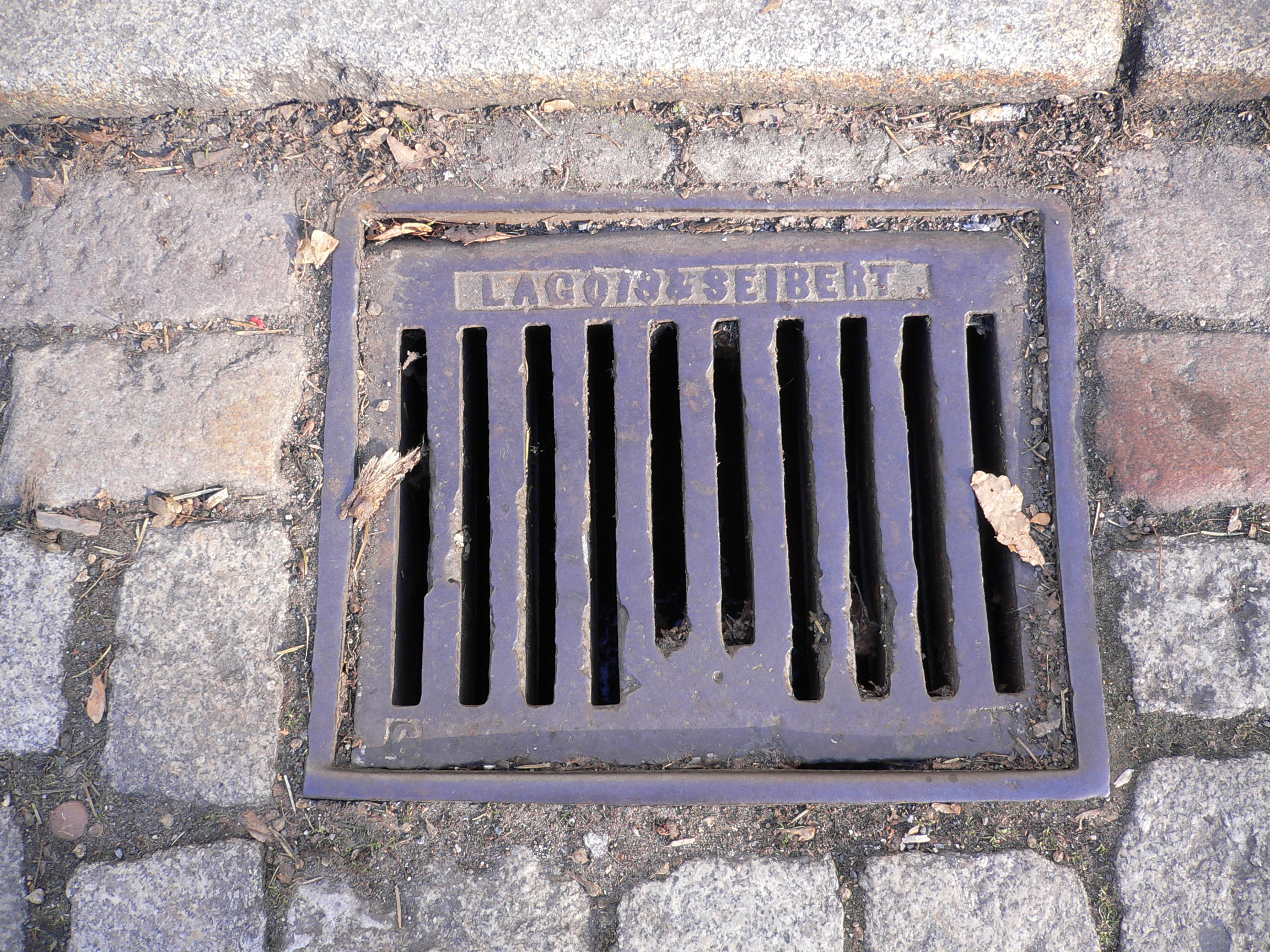
Caditoia a griglia

In genere sono poste negli impluvi di strade, piazzali o parcheggi e servono a evitare che l'acqua si accumuli in misura eccessiva sulla superficie esposta all'evento meteorico. La portata intercettata dalla caditoia è quindi funzione della pendenza longitudinale e trasversale della cunetta (quando presente a bordo strada), dalle dimensioni e dal tipo di realizzazione della stessa.

## Tipologia
La caditoia esiste in diverse forme e soluzioni tecniche ma i due tipi più diffusi sono a griglia, a bocca di lupo o miste. Le aperture grigliate possono essere posizionate ovunque sulla superficie scolante, le bocche di lupo sono invece generalmente delle aperture realizzate lungo il cordolo di demarcazione del marciapiede. Entrambe convogliano le acque raccolte a un pozzetto che a sua volta recapita le portate di progetto alla fognatura.